# アダルトチルドレン
アダルトチルドレン（英: adult children）とは、
- 親がアルコール依存症の家庭で育って成人した人[1][2]。「adult children of alcoholics」の略語（ACOA、ACA、アルコール依存者のアダルトチルドレン）。アメリカでアルコール依存症治療との関わりの中で生まれた言葉である[1]。
- 親や社会による虐待や家族の不仲、感情抑圧などの見られる機能不全家族で育ち、生きづらさを抱えた人。「adult children of dysfunctional family」（ACOD、機能不全家族のアダルトチルドレン）[3]。機能不全家族の下で育ったことが原因で（大人になっても）深いトラウマ（外傷体験）を持つという考え方、現象、または人（大人）のこと。

頭文字を取り、単にACともいう。どちらの意味も、医療における診断用語、病名ではない。「大人になっても子供の状態から抜け出せない人」、「親から自立しない人」を指すとされることがあるが、これらは全くの誤りであり、元来の使われ方とは異なる。なお、英語圏で単に「アダルトチルドレン」という場合、成人した（続柄上の）子供を指す。
前者から後者の意味が派生しているため、本記事では両方に触れることとする。区別が必要な場合、前者をACOA、後者をACODと表記する。

## 概要

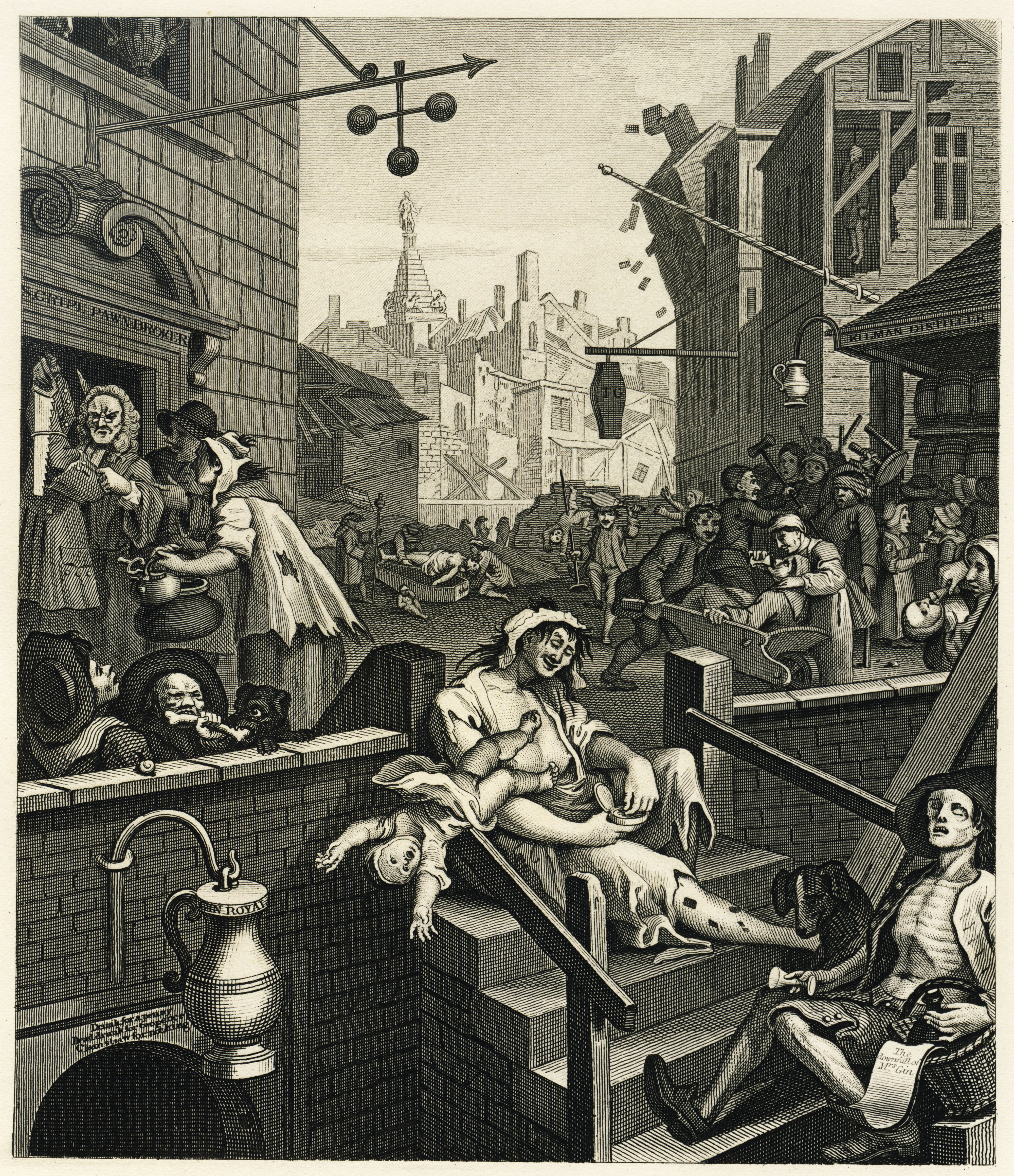
ウィリアム・ホガースによるアルコール中毒の人々の絵、1751年

### アルコール依存症治療における成り立ち
アルコール依存症の親の元で育ち、成人した人を指す用法としてのこの語は1970年代アメリカで、ケースワーカーや依存症者の間で隠語として使われるようになった。
過剰で習慣的な飲酒が病気とみなされて治療の対象になると（医療化）、ソーシャルワーカーや精神科医の間で、アルコール依存症者の配偶者の病理性が知られるようになり、飲酒をコントロールできず妻に依存する夫と、「自分がいなければ相手はだめだ」と飲酒する夫の世話を焼き存在意義を確認する妻という関係性が、アルコール依存症治療の本質的問題だと考えられるようになった。この問題は、「支え手（イネイブラー）」「共・アルコール依存（コ・アルコホーリック）」という言葉を経て、「共依存」という概念で捉えられるようになり、また、アルコール依存症に民間保険が適用されたことで、「患者」の範囲が拡大した。
アルコール依存症者の親子、家族全体の関係も注目され、アルコール依存症は臨床での経験から子供に伝播しやすいことが知られていたため、アルコール問題家族を切り抜けて成人した子がアルコール依存症になったり、アルコール依存症者と結婚したり、配偶者がアルコール依存症になったりするなど、共依存・嗜癖（アディクション、悪い習慣）になぜ陥りやすいのか、関心がもたれた。ACOAは家族がアルコール依存症者への対応で手いっぱいで情緒的な関心が向けられなかったため、低い自尊感情と屈辱感を持つようになり、他人に必要とされることで自尊心を満たそうとしたり、他人を支配して自信を持つといった共依存的な傾向が形成され、「見捨てられることへの恐怖」から共依存・嗜虐の傾向があると言われた。

### アダルトチルドレンの原因の拡張
アルコール依存は嗜癖であるが、薬物依存症などさまざまな嗜癖の源に、アルコール依存症同様に共依存があると考えられるようになった。共依存・嗜虐する者のいる家庭の親子関係にはアルコール問題家族同様の問題が見られ、さまざまな機能不全家族で育った人（ACOD）も、ACOA同様の問題を抱えているだろうと考えられるようになった。
アダルトチルドレンという言葉は、機能不全家族で育ち、明らかな親の虐待、身体的暴力を受けて育った人も指すようになり、そうした人々は共依存・嗜虐の傾向があり、アルコールや薬物などの物質嗜虐、ギャンブルやワーカホリックなどの過程嗜虐、男女関係や親子関係などの関係嗜虐に苦しむ可能性があると考えられるようになった。アダルトチルドレンの原因がアルコール問題家族に限定されなくなったことから、自分はアダルトチルドレンであると考える人が増えた。

### 日本でのさらなる広がり
アダルトチルドレンという言葉は、日本には1989年に入り、1995年から注目されるようになった。アルコール依存がアメリカほど問題になっていない日本では、精神科医の斎藤学によって、アメリカの「機能不全家族で育った人」という意味のアダルトチルドレン概念よりさらに意味が拡大され、家族システムの危機や、親との関係での何らかのトラウマ、過度に「いい子」でいることを余儀なくされたなどの経験があり、他者の期待に過剰に敏感になるなどの状況に陥り、その結果、自己のアイデンティティの不安定さやある種の「生きづらさ」を感じる人、PTSD（心的外傷ストレス性障害）に悩む人を指すようになった。
斎藤らは、近代家族（核家族）の特性に家族の機能不全性を見いだし、企業戦士で仕事に依存する父、夫の仕事依存を可能にする良妻賢母的な共依存の母に育てられ、勉強依存の傾向がある子など、明らかな虐待を受けたわけではない人の多くにも、アダルトチルドレンの問題があると考えられるようになった。斎藤は1996年時点で、一般的には「親からの虐待」「アルコール依存症の親がいる家庭」「家庭問題を持つ家族の下」で育ち、その体験が成人になっても心理的外傷（トラウマ）として残っている人を言うとしており、2014年のインタビューでは「ACじゃない人なんていないからね。大体の人の親は、変でしょう」と述べており、彼の言うアダルトチルドレンにはかなり幅がある。
この語の持つ曖昧さと安易な使われ方が敬遠され、精神医学からは排除され、嗜癖問題関係者と一般大衆の用語となっており、嗜癖治療に関係する精神科医も使用を避ける傾向がある。臨床単位・病名ではなく、客観的にアダルトチルドレンを定義・識別する試みは成功していないため、自己認定、自己申告だけが基準になる。臨床心理士の信田さよ子は、本人が機能していなかったと考えればそれは機能不全家族であるとし、「私はACを『自分の生きづらさが親との関係に起因すると認めた人』と定義づけている」「自分がACと思えばAC」と述べ、アダルトチルドレンは自己認知の問題であり、医師やカウンセラーが一方的に診断して与えるレッテルではなく、病気でもないとしている。斎藤の主導で作られた自助グループ「日本トラウマ・サバイバーズ・ユニオン」や信田は、本来アダルトチルドレンとは、生きづらさという問題を解決するための自覚用語であると述べており、治療概念として扱われている。
アダルトチルドレン言説の支持者は、当事者が「私はアダルトチルドレンだ」と自己認識することで、その人の「生きにくさ」の感覚、それにともなうさまざまな問題行動からの脱却につながることを期待した。「自分が悪いから現在のすべての苦しみがある」といった低い自尊感情の状態から、「アダルトチルドレンという物語」によって（実際はどうであれ）「悪いのは自分ではなく、親（=機能不全家族）」であると意識を転換することで、その時点で人間観関係に悪い影響を及ぼす自己イメージ（人からどう見られているかという想像）から解放され、ネガティブな自己物語を作り直すことができるだろうと考えた。こうした考え方は、1990年代に台頭した物語療法によって強化されている。癒しのプロセスのあとには、カウンセリング・セラピー文化でよく見られる、「肯定的な人生観を持ち、自分のことが好きであるがゆえに他者も愛することができ、何でも包み隠さずオープンに話して、他者と調和的なコミュニケーションが取れる人物」といった自己肯定感にあふれる自分になることが目指される。
日本でのアダルトチルドレンの定義の場合、良好なコミュニケーションが取れている家庭がそもそも少ないため、「自分はアダルトチルドレンだ」と納得する人は多い。斎藤らは近代家族=「（その当時の）普通の家族」と関連づけて家族の機能不全性を設定したため、アルコール問題家族や薬物問題家族など客観的に定義可能なものと異なり、問題の幅が著しく拡大し、客観的識別は困難になった。生きづらさを感じてアダルトチルドレンというフレームで過去を振り返ると、「普通の家族」で過ごしたという子ども時代の問題が発見され、自分はアダルトチルドレンであるという確信を得ることになるのである。アルコール依存症の問題から離れた日本のアダルトチルドレン論には、ネガティブな自己認識を転換するための「わかりやすい」物語として過剰な単純化・短絡性があり、こうした言説が（専門家含め）再生産され流通し、大量の事例・体験談が消費された。アダルトチルドレンを示すとされた特徴は、「他人からの肯定や承認を常に求める」「物事を最初から最後までやり遂げることが困難である」といった曖昧で非限定的なものであったため、「自分もアダルトチルドレンでは？」という疑問を多くの人に抱かせ、それまでの自分を否定して「回復」する必要のない人にまで届くことになり、批判や反感も少なくなかった。
多くのアダルトチルドレンに関する議論では、子ども時代に家族内で自尊心が適切に育たないと、それがほぼそのまま大人になったときの「低い自尊心」となり、共依存や嗜癖につながるとされており、自己と家族へのフォーカスが非常に強い。成人するまでに家族以外のさまざまな環境が自尊心やパーソナリティに影響するが、そうした影響はほとんど議論されない。
アメリカでも日本でも「自分の物語」として消費されたが、クラウディア・ブラックによると（1998年時点）、アダルトチルドレンの自覚がある人は、アメリカでは30代から40代、日本では若者中心だった。日本では若者に「自分の問題」かつ「大人になれない問題」として受容され、Adult Children（成人した続柄上の子ども）という英語の熟語が「おとな・こども」という語感であることから、日本では「子どもっぽい大人」「オトナ子ども」といった誤った意味でも用いられ、「大人になり切れない大人」という意味の言葉だと誤解している人も少なくなかった。自助グループなどの当事者から見れば、「オトナ子ども」という意味は間違いであるが、機能不全家族のために必要な成長が阻害され、大人になっても傷ついた子どものような状態だったり、大人になりきれていない（褒められたい、愛されたい等の幼少期に果たすべき欲求を持ち続けている等）という意味で、「おとな・こども」のダブルミーニングでもある（決して「成人としての人格そのものが未熟」という意味ではない）。
医師の竹村道夫は、アダルトチルドレン言説の功績として、負の影響の世代間連鎖に人々の目を向けさせたことを挙げている。
アダルトチルドレンの癒しに関わるような共依存・嗜虐「産業」、セラピー産業には、「共依存の文献は、ポップ心理学とポップフェミニズムの本を、ニューエイジのスピリチュアリズムと伝統的福音主義で合体している」といった批判、共依存という概念に対しては、問題を個人の心理的・内面的問題に切り詰め、問題の政治的・社会的側面を無視するものだという批判がある。

## 歴史

### アメリカ
アダルトチルドレンの概念は、カナダのR. Margaret Corkの『The Forgotten Children: A Study of Children with Alcoholic Parents（忘れられた子供：アルコール依存症の両親の子供に関する調査）』（1969年）に始まった。ただし、この本の時点では、アダルトチルドレンという言葉は使われていない。
アルコール依存者の親を持つ場合の「アダルトチルドレン」という語は、1960年代末ごろから1970年代、アメリカの社会福祉援助などケースワークの現場の人々が、自分たちの経験から作り出した比較的新しい概念であり、学術的な言葉ではなかった。1774年、アメリカで「アルコール依存症とアルコール乱用国立研究所」がアルコール問題家族で育った子どもたちの研究を始め、1979年には同研究所が国内会議を主催し、関心が広まっていった。
1981年にはクラウディア・ブラックがセルフヘルプ本『It Will Never Happen to Me! Children of Alcoholics: As Youngsters - Adolescents - Adults（邦訳：私は親のようにならない―アルコホリックの子供たち）』、1982年にはジャネット・G. ウォイティッツがセルフヘルプ本『Adult Children of Alcoholics（邦訳：アダルト・チルドレン―アルコール問題家族で育った子供たち）』を出版しベストセラーになり、続いて1985年にW.クリッツバーグが『The Adult Children of Alcoholics Syndrome（邦訳：アダルトチルドレン・シンドローム―自己発見と回復のためのステップ）』を刊行した。こうした本の流行で注目が高まり、「アダルトチルドレン」という用語が定着し、1980年代にアダルトチルドレンが一大ブームとなっていった。
1980年代後半には、アルコール問題家族だけでなく、薬物・ギャンブルなどの依存症、過食、暴力、拒食、閉じこもりなどの嗜癖という視点が加わり、さまざまな問題を抱え子どもが安心して生活できない機能不全家族で育った人も、アルコール問題家族で育った人と同じような問題を抱えていると考えられるようになった。そこで、このふたつの概念を区別するために、ACOA（アルコール問題家族で育った人）・ACOD（機能不全家族で育った人）などの用語が用いられるようになった。1980年代には、アダルトチルドレンの治療グループや自助グループが多く作られた。

### 日本
日本では1975年に、少女漫画家の三原順が『はみだしっ子』シリーズの連載を始め、親に虐待を受けて傷つき家出した少年たちの物語を描いた。梅花女子大学の磯野理香は、本作品をアダルトチルドレンを描いたものとしている。『はみだしっ子』シリーズの成功以降、少女漫画では児童虐待（性的虐待を含む）、機能不全家族をテーマにした作品が増え、山岸凉子、竹宮惠子、萩尾望都、大島弓子ら24年組と呼ばれた実力派作家たちの作品が刊行され、虐待を受けたり機能不全家族で育ったりした人の苦悩の物語が広く読まれた。
1989年に東京で行われた「アルコール依存症と家族」という国際シンポジウムで、米国在住の心理学博士カウンセラー西尾和美が連れてきたクラウディア・ブラックがアダルトチルドレンという言葉を紹介し、同年、アルコール依存症治療で実績のある斎藤学がブラックの1981年の著作を『私は親のようにならない―アルコホリックの子供たち』のタイトルで邦訳し注目を集めた。
1994年に看護学者の安田美弥子『アル中家庭と子供たち：Adult children』が出版された。1995年にクリントン大統領が自分はアダルトチルドレンだと表明し、アダルトチルドレンが日本で活発に話題に上るようになり、同年にマーガレット・ラインホルド『わが子を愛するレッスン―「傷ついた子ども」だった両親へ』（1990年の著作の翻訳）、クリントン大統領の報道の紹介を含む西山明のルポルタージュ『アダルト・チルドレン』、1996年に斎藤学『アダルト・チルドレンと家族 心のなかの子どもを癒す』、同年に原宿カウンセリングセンターの信田さよ子『「アダルト・チルドレン」完全理解』 が出版された。西山、斎藤、信田の本はそれぞれ10万部以上売れて注目を集め、アダルトチルドレンという言葉が一種の流行語になった。アダルトチルドレン・ムーブメントは「自分探し」ブームの一端としても位置づけられる。1997年には西尾和美の著作、1999年にはカウンセラー長谷川博一の著作など、アダルトチルドレン本が続いて刊行され、アダルトチルドレンという言葉が広く知られるようになり、アダルトチルドレンのグループワークへの参加者が急増した。
アダルトチルドレン・ブームにおいて、斎藤をはじめとした一般書を書きメディアに登場するスター精神科医・カウンセラーが果たした役割はかなり大きい。社会学者の小池靖は、斎藤がアダルトチルドレン論において霊性を強調したこと、精神科医にはシャーマンとの共通性が見られ、スター精神科医はさらにその傾向が強いことを指摘している。
アメリカではアルコール問題家族で育った成人という意味から、AC movementと呼ばれる市民運動にまで発展し、かなり広い意味を持つが、日本にはそうした過程を飛ばして導入されたため、さまざまな誤解が生じた。一般雑誌と書籍での扱いは1997年がピークで、雑誌で1996年はアダルトチルドレン本や著者の紹介が主だったが、1997年にはアダルトチルドレンという概念を使って独自に取材をした応用系の記事も増え、それと同時に批判的な言説も増大した。1999年にはアダルトチルドレンを「死語」として扱う記事が現れ、2000年になると取り上げられる機会も大幅に減った。
2002年時点で出版メディアでのブームは一段落しており、講演会や講座が開かれる際も、アダルトチルドレンという言葉より、嗜癖（アディクション）、児童虐待、ドメスティック・バイオレンス、アルコール問題などの言葉が多く使われている。アダルトチルドレン・嗜癖の自助グループは、引き続き日本で活動している。
アダルトチルドレン・ムーブメントからは、親を毒であると責める毒親糾弾の潮流が派生している。

## アルコール問題家族で育った人（ACOA）の印象の類型
クラウディア・ブラックは1982年の著作で、ACOAの挫折や障害を、彼らが子ども時代に行っていた機能不全家庭でのふるまいにさかのぼって分析し、アルコール問題家族の子どもたちは暗黙のルールとして「しゃべるな。信じるな。感じるな」という信念を持っていることが多いと述べている。またブラックは、ACOAの子供時代の家庭での役割を「責任を背負いこむ者」「順応者」「なだめ役」「行動化する子ども」の4タイプに、アメリカのセラピスト、W.クリッツバーグは、6タイプに分けて分析している。こうしたタイプ分けは、臨床におけるアダルトチルドレンの「印象」、当時のアメリカでアダルトチルドレンと呼ばれた人々の子ども時代の性格の傾向をとりあえずまとめたものであり、これらの妥当性や信頼性を確認した研究は少なく、臨床における確認も不十分である。
- ヒーロー（英雄）

家族の内外で評価され、家族がさらなる活躍を期待することで、それに過剰に応え続けようとする。自分の活躍で冷えた両親の関係が一時的によくなったりするため、がんばりすぎてしまう。
- スケープゴート（いけにえ）

関心を引くために好ましくない行動をとる。一家の負の部分を背負い込まされ、「この子さえいなければ、すべては丸く収まるのではないか」という幻想をほかの家族が抱くことで、家族の崩壊を防ぐ役割となっている。非行に走っているように見えるが、実はこのタイプということもある。ヒーローの逆のタイプ。
- ロスト・ワン（失われた子供、いない子）

目立たず静かにふるまい、普段はほとんど忘れられている。家族の人間関係から距離を取り、心を守るための行動である。
- マスコット、クラン（道化師）

プラケーターの亜種。道化師のような行動で家族間の緊張を和ませる潤滑油的存在で、家族の目を問題からそらす。表層的にはペットのようにかわいがられる。
- プラケーター（慰め役）

家族の中で暗い顔をしているものを慰め助け、カウンセラーのような役をする。
- イネイブラー（支え手、援助者）

家族のほかのメンバーに奉仕することで、自分の問題と向き合うことを避ける。家族の中で親のような役割をするため偽親とも呼ばれ、第一子がこうした役目になることが多く、第一子が別のタイプになった場合はその下の子どもがイネイブラーとなることもよくある。ダメな母親の代わりをすることで、父親と情緒的近親相姦になることもある。
日本トラウマサバイバーズ・ユニオンは、クリッツバーグによる6タイプを、ACOAではなくACODの類型として紹介しているが、全タイプに共通して、自分の都合ではなく、親の機嫌や家の中の雰囲気を優先して行動すると述べている。

## アダルトチルドレン（ACOD）に特徴的な徴候
医師の竹村道夫は、アダルトチルドレンに特徴的な徴候として以下を挙げている。
- 自分の判断に自信がもてない。
- 常に他人の賛同と称賛を必要とする。
- 自分は他人と違っていると思い込みやすい。
- 傷つきやすく、ひきこもりがち。
- 孤独感。自己疎外感。
- 感情の波が激しい。
- 物事を最後までやり遂げることが困難。
- 習慣的に嘘をついてしまう。
- 罪悪感を持ちやすく、自罰的、自虐的。
- 過剰に自責的な一方で無責任。
- 自己感情の認識、表現、統制が下手。
- 自分にはどうにもできないことに過剰反応する。
- 世話やきに熱中しやすい。
- 必要以上に自己犠牲的。
- 物事にのめり込みやすく、方向転換が困難。衝動的、行動的。そのためのトラブルが多い。
- 他人に依存的。または逆に極めて支配的。
- リラックスして楽しむことができない。[15]

## 関連

### 機能不全家族
アダルトチルドレンが育つ家族には、家族の問題を認めない「否認」、予想できない事態に対し心を閉ざし身構える「硬直性」、悪い出来事やそのときの気持ちを家族にも誰にも話さない「沈黙」、問題が外部に知られないための「孤立」というルールが見られ、「否認」は正常と異常の判断の困難・自分の感情の否認を、「硬直性」は感情の未熟と乏しさを、「沈黙」「孤立」は親密な人間関係を築くことの困難を子どもにもたらすとも言われる。
家族機能の状態は、こどもの抑うつ感、不安感、神経症的傾向と関連があると指摘されている。アダルトチルドレン研究は臨床研究は不十分である。諸井克英は2007年に「家族機能認知とアダルトチルドレン傾向」で、Woititz が挙げたアダルトチルドレンの特徴に沿った傾向尺度を作成し、社会心理学関係の講義を受講している女子大生179名にアンケートを行って分析し、一般青年にアダルトチルドレンの特徴がどの程度当てはまるかを調べ、結果を次のように解釈した。家族の凝集力が高い場合（家族の絆が強い場合）は自己への肯定的評価が育まれ、AC傾向が抑制される。ただし、家族の絆の希薄さが直接に不全症候を発生させるわけではない。柔軟性に乏しい家族は、状況に対する柔軟性も失わせ、変化する状況に対して自分の判断に確信が持てず、なりゆき任せになる。家族間でコミュニケーションが円滑に行われていないと、一般的な親密な対人関係の構築が難しくなる。
一方子どもは、学校や家族などそれぞれの環境に適応しパーソナリティを随時修正しながら成長することが知られており、広範な先行研究から、長期的なパーソナリティの発達において親の影響はほとんど残らないと結論づけられている（ただし、発達心理学における特定の問題や社会化の議論を軸に検討された結論である）。子どもが両親から情緒的な関心を向けられないような非常に混乱した家族で育つことが、常に悪い結果になるわけではないというデータ（11歳から中年までの反復・追跡調査）もあり、子ども時代のネガティブな経験がそのままその後の人生を決定するとは限らないことが分かっている。

### インナーチャイルド
アダルトチルドレンの回復方法では、インナーチャイルド（内なる子供）という概念が広く採用されている。心の傷を負う前の、純真無垢な自己の部分といった意味のメタファーで、ニューエイジ・精神世界・スピリチュアル系でよく使われる用語である。アダルトチルドレン論に大きく影響したウィットフィールドは、アダルトチルドレンの困難は「偽りの自己（共依存の自己）」のせいであり、「真の自己」である「インナーチャイルド」を成長させる必要があるとした。「過去をさかのぼり、うろ覚えの、あるいは抑圧された幼児体験の記憶を呼び戻す過程」を通してインナーチャイルドを育てることができるとされ、これにより過去と決別できるという。インナーチャイルドを育てる行為は「インナーチャイルドを癒す」とも表現され、「心の傷を癒す」行為も「インナーチャイルドを癒す」と表現される。
アダルトチルドレンの議論において、子どもは「手をかけられ、養育されることを望み、必要とする無力な幼児」であるとされる。これは近代初期までの子ども観とはまったく異なるものであり、ジャン＝ジャック・ルソー以降の「子どもが純粋無垢であるという理解」と親和的である。癒されるべき、そして傷つきやすい「インナーチャイルド」が「真の自己」であるというレトリックでは、子どもの無力さと受動性が強調され、実際には存在する子どもの能動的な面、親や環境との相互作用や遺伝的要素は考慮されていない。

### モラトリアム期間の出現によるライフコースのずれ
鹿児島国際大学の安藤究は、信田さよ子らアダルトチルドレン言説を広めた専門家たちが、時間軸上での自分の位置の確認に役立つと述べていることから、モラトリアム期間（脱青年期）の出現によって成人期が後ろ倒しになり、既存の年齢規範と新しいライフコースのパターンにずれが生じ、人生における今の自分の位置を確認する社会装置が「機能不全」に陥って、大人になる（青年期から成人期への移行）の際にうまく働かなくなったことが、アダルトチルドレン・ブームの一因ではないかと述べている。
このずれが、若者に「大人なのに大人になれない」不安感を生じさせ、彼らがアダルトチルドレンという言葉に触れた際に、その語感から「大人になれない」自分の問題をそこに重ねる。社会的・経済的要因で長くなったモラトリアム期間における依存欲求・承認欲求と、アダルトチルドレン言説における低い自尊感情から生じた承認欲求は見た目では区別できないことから、背景が異なるにもかかわらず、自分にもアダルトチルドレンの特徴が当てはまるように見えるため、自分もそうではないかと感じる。そして、アダルトチルドレンというフレームで過去を振り返り、近代家族という「機能不全家族」で育ったという問題を発見し、自分はアダルトチルドレンだと確信する。安藤は、こうして治療手段だったアダルトチルドレンの物語は、若者に「自分の物語」として消費され、「真実」化され、社会の中で大量に流通し、ブームになったのではないかと指摘している。

## 心理学として
アカデミックな心理学に対して、相対的にポップ心理学（俗流心理学）の面がある。医療の範疇に収まらない人生観やモラルにまで踏み込んでいるため、一部の人に強く支持され、ポップカルチャーにまで広がりを見せている。

## 社会運動として
2001年に、セガ（のちのセガゲームス）は「大人げない性格」を表現する意図で「アダルトチルドレン」と命名されたキャラクターが登場するゲームソフト「セガガガ」を販売していたが、日本アダルトチルドレン協会（JACA）、アルコール薬物問題全国市民協会（ASK）、アディクション問題を考える会（AKK）がアダルトチルドレンを揶揄するものであると抗議し、セガ側はキャラクター名を「スパイおじさん」に変更し、通信販売サイトでの一時販売停止、一般店頭販売予定日の延期を行った事例がある。このように、アダルトチルドレン・ムーブメントには、社会運動的な側面もある。
アダルトチルドレン・嗜癖からの回復を目指すムーブメントは、親や社会からの支配・マインドコントロールからの解放を目指す面があり、被害者告白文化・カミングアウト文化と呼べる性質がある。ゲイなどのマイノリティ文化に共通する面もあり、同じ苦しみを分かち合い語り合うという面で、反カルト運動やカルト2世信者ネットワークにも近い。霊的な回復を目指す一面もある。
部外者が入っていくのは難しく、マイノリティ尊重という社会の流れもあり、アダルトチルドレン・嗜癖などのカミングアウト文化の社会学的な調査は非常に困難である。

## アダルトチルドレンの癒し
医師の竹村道夫は、アダルトチルドレンの治療は、一般的な個人療法のほか教育的治療、認知行動療法、家族療法、集団療法、治療ネットワークや自助グループの利用などを組み合わせることが重要であり、虐待を受けている、または解離症状があるような中等度ないし重症例では、自助グループだけでなく専門家の治療を受ける方が安全であると述べている。
しかし、アダルトチルドレンは定義上病気ではないため、医療の対象となる何らかの疾患に当てはまらない場合は医療の枠組みで扱われず、非医療的なアプローチをとらざるを得ない。生きづらさを抱え、アダルトチルドレンや嗜癖という概念を知った人は、本を読んだり、ネットの情報や掲示板を見たり書き込んだり、こうした見方に詳しいという医師やカウンセラーを訪れたり、自助グループやイベントに参加したりする。このようにアダルトチルドレンや嗜癖のサブカルチャー世界が成立しているといえ、カウンセリング・セラピー文化の中でその存在感は非常に大きい。
アダルトチルドレン・嗜癖の運動にはグループ体験があり、大まかに次の3つである。
1. 自助グループによる「言いっぱなし、聞きっぱなしミーティング」
2. クリニックやセラピストが主催するアダルトチルドレン・嗜癖のためのイベント、ワークショップ、ツアーなど
3. 一部の私立の精神科開業医院で行われているデイケア、デイナイトケア

「言いっぱなし、聞きっぱなしミーティング」では、参加者が集まって、互いに批評したり質問したりせず、自分の問題を話す。これは、低い自尊心を持っているかもしれない参加者が安全に語るためのルールであり、基本的に直接の「対話」は起こらないが、間接的なゆるやかな交流はあり得る。ミーティングの最後では平安の祈りが唱えられることが多い。
神さま私にお与え下さい
自分に変えられないものを受け入れる落ち着きを
変えられるものは変えていく勇気を
そしてその二つのものを見分ける賢さを
また、自助グループでは、アルコール依存症者の自助グループのアルコホーリクス・アノニマス（AA）の12ステップのプログラムを翻案したプログラムも用いられている。12ステップのプログラムは、アルコールに対する「無力」の認識と「神=ハイヤー・パワー」への「無力」の認識を核とし、生き方の間違いの修正を「神=ハイヤー・パワー」に委ね、他者と「神=ハイヤー・パワー」への謙虚さを求めるもので、アルコール依存症以外の嗜虐からの回復を目指す自助グループで応用されている。
アダルトチルドレンや嗜癖をテーマにしたイベントでは、「サバイバー（生き残った人）」と名乗る人たちが自らの生き残りのストーリーを語ったり、専門家や作家の講演や対談が行われたりする。小規模のグループ・ワークショップ、精神科医やセラピストが診断や助言を下すオープン・カウンセリング、瞑想や心理劇の体験のある海外ツアーなどもある。思考場療法などのニューエイジ系セラピーも、ワークショップではよく行われている。
斎藤学は自らの医院で行う「デイナイトケア・プログラム」で、アダルトチルドレンの癒しは次のようなプロセスを踏むべきであると説明している。
1. アダルトチルドレンは「親教」のマインドコントロールを受けている[51]。斎藤は、「親教」とは子ども時代に取り込み内面化した「インナーマザー（内なる母）」であり、心の成長を阻むものとしている[52]。親その人自身ではない。
2. 癒されることは魂の問題であり、霊的成長をしなければならない[51]。
3. 家系図を作り、家族・親族の病を再検討する[51]。
4. 心理劇、催眠療法、交流分析などを利用して、トラウマの記憶に直面する[51]。
5. 最後にエンパワメント（力の賦活）をする。それは「過去において『犠牲者』であった自分の悲惨な物語を、それでも何とか生き延びてきた『英雄』の冒険物語に書き換えること」である[51]。

斎藤は、安全な場所でカタルシスを得ることで霊的に成長し、人間関係の再構築を図ると述べている。ただし、斎藤のように「霊的」「霊性」という言葉をアダルトチルドレン言説で使う人は、日本ではあまり多くない。アダルトチルドレンの言説では、虐待された私も、虐待する私も、いったんありのまま受け入れて楽になるというストーリーがよく見られるが、こうした一般社会とは異なる価値観が見られるのは、セラピー的なグループが、安全な語りのために外界の規範や決まりを一時的に横に置いておく「モラルの真空地帯」として機能するためである。そのため、共同体や社会に戻る際に困難が生じる場合もある。

## 回心的側面
アダルトチルドレンという概念は、生きづらさを抱えた人が、新たなアイデンティティを獲得するためのものである。自己申告による新たなアイデンティティの獲得は、宗教における回心的な機能を持つ。

## 子供観への影響
ブームを主導した斎藤学らは、アダルトチルドレン論で近代家族にその病理の原因を求め批判したと同時に、無力な子どもを保護・監督する家族の役割の重要さ、その排他的影響力を強調した。安藤究はその思惑とは逆に、典型的な近代家族への回帰というモーメントが生じ、子どもの成長に影響を与える家族以外の他者の範囲のイメージを狭めたと指摘している。

## 混乱と課題
アダルトチルドレンという概念は、本来は自己を認識し語るための実践上のツール、自分自身への理解を深めるための自覚用語であったが、客観的に定義できる概念のように扱われたり、他者のレッテル張りにも使われたりするなど、その語られ方には混乱が見られた。茨城大学の加藤篤志は、アダルトチルドレンに肯定的な雑誌記事でも、アダルトチルドレンが主観的なものか客観的に定義しうるものか論理水準があいまいなものがあり、「ACは病名でもなければレッテルでもない」という主張を繰り返した斎藤学や信田さよ子といった専門家の言説の中にも、「アダルト・チルドレンと自己を規定する」ことと「アダルト・チルドレンであることを発見する」ことの混同がときどき見られると指摘している。斎藤は1998年に「『悩んでいる人が手に入れやすい書籍を』と言われ、大手から出版したのが間違いだったかも。万単位に売れたときの影響まで予想できなかった」と述べ、誤解が蔓延したアダルトチルドレンに換えて「トラウマ・サバイバー」の語を用いると宣言しているが、加藤は「どのような語を用いるにせよ、それが語られる議論の水準に敏感でない限り、同じ問題が繰り返されることになるだろう」と述べている。
アダルトチルドレン批判では、こうした混同がもたらす理論的あるいは実践的な困難が指摘されることが多かった。医療関係者やマスコミ、知識人が批判を展開し、「何でも親のせいにするな」「流行だから名乗るのか」というようなAC概念をよく知らずにされたものから、機能不全家族の尺度をはかる指標がないなどのエビデンスベイスドに関するものまで批判は多岐にわたった。
日本には、アメリカのような段階を得ずに導入されたため、生きづらさという問題を解決するための出発点であるものをゴールであると考え、「わたしはACなんだから、こういうことはできなくて当たり前」だという開き直りを招いたり、自分は被害者なのだと主張するために乱用したりするなど誤用が起こった。こうした一種の宿命論は、アダルトチルドレン・ブームから派生した毒親糾弾ブームでも繰り返されている。